# Bahnstrecke Wien–Brno
| Bahnhof Laa an der Thaya, Blick Richtung Gleisende vor der österreichisch-tschechischen Grenze |                                                                                        |                                                                 |                                                                 |
| Streckennummer (ÖBB): | 116 01                                                                                 |                                                                 |                                                                 |
| Kursbuchstrecke (ÖBB): | 902                                                                                    |                                                                 |                                                                 |
| Kursbuchstrecke (SŽ): | 244, 245                                                                               |                                                                 |                                                                 |
| Streckenlänge: | 155,770 km                                                                             |                                                                 |                                                                 |
| Spurweite: | 1435 mm (Normalspur)                                                                   |                                                                 |                                                                 |
| Streckenklasse: | Hevlín–Hrušovany n.J.-Šanov: B2 Hrušovany n.J.-Šanov–Brno hl.n.: C3                    |                                                                 |                                                                 |
| Stromsystem: | Wien–Laa an der Thaya: 15 kV 16,7 Hz Střelice–Brno dolní n.: 25 kV 50 Hz ~             |                                                                 |                                                                 |
| Maximale Neigung: | 16 ‰                                                                                   |                                                                 |                                                                 |
| Minimaler Radius: | 262 m                                                                                  |                                                                 |                                                                 |
| Streckengeschwindigkeit: | 140 km/h                                                                               |                                                                 |                                                                 |
| Zweigleisigkeit: | Wien Hauptbahnhof–Wolkersdorf Střelice–Odb. Státní silnice Střelice–Brno dolní nádraží |                                                                 |                                                                 |
| |                                                                                        |                                                                 |                                                                 |
| \| \| 0,000 \| Wien Südbahnhof (Ostbahn) \| Wien Südbahnhof (Ostbahn) \| \| \| \| von Wien Hauptbahnhof \| \| \| \| 1,539 \| Wien Südbahnhof Spitz \| Wien Südbahnhof Spitz \| \| \| \| nach Bruck/Leitha \| \| \| \| 3,373 \| Simmering \| Simmering \| \| \| \| von Wien Zentralverschiebebahnhof \| \| \| \| 4,957 \| Wien-Haidestraße \| Wien-Haidestraße \| \| \| \| Bahnstrecke St. Marx–Kraftwerk Simmering \| \| \| \| 5,707 \| Wien Erdbergerlände \| Wien Erdbergerlände \| \| \| \| von St. Marx \| \| \| \| \| Ostbahnbrücke \| \| \| \| \| nach Wien Donaukaibahnhof \| \| \| \| 7,534 \| Wien Praterkai \| Wien Praterkai \| \| \| \| Donauuferbahn \| \| \| \| \| Donau und Neue Donau (Stadlauer Ostbahnbrücke) \| \| \| \| \| Bahnstrecke Stadlau–Ölhafen Lobau \| \| \| \| 8,588 \| Wien-Lobau \| Wien-Lobau \| \| \| \| von Ölhafen Lobau \| \| \| \| 10,552 \| Wien Stadlau \| Wien Stadlau \| \| \| \| nach Marchegg \| \| \| \| 11,300 \| Wien Erzherzog-Karl-Straße \| Wien Erzherzog-Karl-Straße \| \| \| 11,977 \| Wien-Stadlau Nord \| Wien-Stadlau Nord \| \| \| 13,902 \| Wien Breitenleer Straße (früher Kagran ÖBB) \| Wien Breitenleer Straße (früher Kagran ÖBB) \| \| \| \| nach Süßenbrunn Entseuchungsbahnhof \| \| \| \| \| nach Leopoldau \| \| \| \| \| von Leopoldau \| \| \| \| \| Nordbahn \| \| \| \| \| nach Gänserndorf \| \| \| \| \| von Leopoldau \| \| \| \| 18,732 \| Gerasdorf \| Gerasdorf \| \| \| 21,325 \| Kapellerfeld \| Kapellerfeld \| \| \| 23,000 \| Seyring \| Seyring \| \| \| 23,373 \| Überleitstelle \| Überleitstelle \| \| \| 26,722 \| Obersdorf (Übergang zur Stammersdorfer Lokalbahn) \| Obersdorf (Übergang zur Stammersdorfer Lokalbahn) \| \| \| 28,598 \| Wolkersdorf \| Wolkersdorf \| \| \| 31,880 \| Ulrichskirchen \| Ulrichskirchen \| \| \| 34,099 \| Schleinbach \| Schleinbach \| \| \| 37,896 \| Hautzendorf \| Hautzendorf \| \| \| 41,515 \| Niederkreuzstetten \| Niederkreuzstetten \| \| \| 44,470 \| Neubau-Kreuzstetten \| Neubau-Kreuzstetten \| \| \| 50,089 \| Ladendorf \| 220 m \| \| \| 52,435 \| Paasdorf \| Paasdorf \| \| \| \| Lokalbahn Korneuburg–Hohenau \| \| \| \| \| nach Mistelbach Lokalbahnhof \| \| \| \| 55,633 \| Mistelbach \| 210 m \| \| \| 56,220 \| Mistelbach Stadt \| 210 m \| \| \| 61,907 \| Siebenhirten NÖ \| 241 m \| \| \| 63,425 \| Hörersdorf \| Hörersdorf \| \| \| 66,526 \| Frättingsdorf \| 263 m \| \| \| 70,918 \| Enzersdorf bei Staatz \| 238 m \| \| \| \| nach Dobermannsdorf \| \| \| \| 74,937 \| Staatz \| 218 m \| \| \| 77,017 \| Kottingneusiedl \| Kottingneusiedl \| \| \| \| Novosedly–Zellerndorf \| \| \| \| \| von Novosedly \| \| \| \| \| Verbindungsschleife von Laa an der Thaya Stadt \| \| \| \| 82,460 \| Laa an der Thaya \| 184 m \| \| \| 84,122 \| Staatsgrenze Österreich-Tschechien (Thayamühlbach) \| Staatsgrenze Österreich-Tschechien (Thayamühlbach) \| \| \| \| Thayabrücke \| \| \| \| 85,805 \| Hevlín früher Höflein \| 180 m \| \| \| 91,115 \| Hrabětice früher Grafendorf \| 200 m \| \| \| \| von Břeclav (vorm. Lundenburg-Nikolsburg-Grußbacher EB) \| \| \| \| 92,546 \| Hrušovany nad Jevišovkou-Šanov früher Grusbach \| 190 m \| \| \| \| nach Znojmo (vorm. StEG) \| \| \| \| 97,194 \| Pravice \| 215 m \| \| \| 100,176 \| Břežany \| 225 m \| \| \| 105,090 \| Dolenice \| 215 m \| \| \| 107,724 \| Miroslav \| 215 m \| \| \| 111,00 \| Našiměřice \| 240 m \| \| \| \| ehem. Protektoratsgrenze (1938–1945) \| \| \| \| 114,548 \| Bohutice \| 275 m \| \| \| \| ehem. Protektoratsgrenze (1938–1945) \| \| \| \| 118,010 \| Rakšice \| 285 m \| \| \| \| vlečka Kernkraftwerk Dukovany \| \| \| \| 121,971 \| Moravský Krumlov \| 310 m \| \| \| 125,745 \| Budkovice \| 280 m \| \| \| 127,643 \| Budkovický (Buchenbergtunnel; 140 m) \| Budkovický (Buchenbergtunnel; 140 m) \| \| \| 128,136 \| Na Réně (Rheinbergtunnel; 148 m) \| Na Réně (Rheinbergtunnel; 148 m) \| \| \| \| Němčice nad Jihlavou \| 280 m \| \| \| \| Ivančický viadukt (375 m), ehem. Protektoratsgrenze (1938–1945) \| \| \| \| \| von Oslavany (vorm. LB Kanitz-Eibenschitz–Oslawan) \| \| \| \| 131,862 \| Moravské Bránice \| 250 m \| \| \| \| \| \| \| \| 136,203 \| Silůvky \| 290 m \| \| \| 138,817 \| Velký Prštický (Pürschitzer Tunnel; 322 m) \| Velký Prštický (Pürschitzer Tunnel; 322 m) \| \| \| 139,456 \| Radostice \| 305 m \| \| \| 139,991 \| Malý Prštický (Obravataltunnel; 85 m) \| Malý Prštický (Obravataltunnel; 85 m) \| \| \| \| \| \| \| \| \| von Okříšky (vorm. BRE) \| \| \| \| 142,637 \| Střelice \| 295 m \| \| \| \| Střelice dolní \| 285 m \| \| \| 146,013 \| Troubsko \| 265 m \| \| \| 147,60 \| Ostopovice \| Ostopovice \| \| \| 149,248 \| Brno-Lískovec \| 205 m \| \| \| 149,70 \| Starý Lískovec \| Starý Lískovec \| \| \| 151,760 \| Odbočka Státní silnice \| Odbočka Státní silnice \| \| \| \| Verbindungskurve nach Brno-Horní Heršpice \| \| \| \| \| Břeclav–Brno hl.n. \| \| \| \| \| Verbindungskurve von Brno-Horní Heršpice \| \| \| \| \| von Brno-Horní Heršpice modřické zhlaví \| \| \| \| \| Brno-Horní Heršpice výh. 651 \| \| \| \| \| Přerov–Brno hl.n. / Brno-Černovice–Brno hl.n. \| \| \| \| 154,834 \| Brno dolní nádraží \| 205 m \| \| \| \| nach Brno-Židenice (vorm. StEG) \| \| \| \| \| von Břeclav (vorm. KFNB) \| \| \| \| 155,770 \| Brno hlavní nádraží \| 205 m \| \| \| \| nach Česká Třebová (vorm. StEG) \| \| |                                                                                        |                                                                 |                                                                 |
| Kopfbahnhof Streckenanfang (Strecke außer Betrieb) | 0,000                                                                                  | Wien Südbahnhof (Ostbahn)                                       | Wien Südbahnhof (Ostbahn)                                       |
| Abzweig ehemals geradeaus und von rechts |                                                                                        | von Wien Hauptbahnhof                                           | von Wien Hauptbahnhof                                           |
| ehemaliger Dienststation / Betriebs- oder Güterbahnhof | 1,539                                                                                  | Wien Südbahnhof Spitz                                           | Wien Südbahnhof Spitz                                           |
| Abzweig geradeaus und nach rechts |                                                                                        | nach Bruck/Leitha                                               | nach Bruck/Leitha                                               |
| Bahnhof | 3,373                                                                                  | Simmering                                                       | Simmering                                                       |
| Abzweig geradeaus und von rechts |                                                                                        | von Wien Zentralverschiebebahnhof                               | von Wien Zentralverschiebebahnhof                               |
| Haltepunkt / Haltestelle | 4,957                                                                                  | Wien-Haidestraße                                                | Wien-Haidestraße                                                |
| Kreuzung geradeaus oben |                                                                                        | Bahnstrecke St. Marx–Kraftwerk Simmering                        | Bahnstrecke St. Marx–Kraftwerk Simmering                        |
| Dienststation / Betriebs- oder Güterbahnhof | 5,707                                                                                  | Wien Erdbergerlände                                             | Wien Erdbergerlände                                             |
| Abzweig geradeaus und von links |                                                                                        | von St. Marx                                                    | von St. Marx                                                    |
| Brücke über Wasserlauf |                                                                                        | Ostbahnbrücke                                                   | Ostbahnbrücke                                                   |
| Abzweig geradeaus und nach links |                                                                                        | nach Wien Donaukaibahnhof                                       | nach Wien Donaukaibahnhof                                       |
| Haltepunkt / Haltestelle | 7,534                                                                                  | Wien Praterkai                                                  | Wien Praterkai                                                  |
| Kreuzung geradeaus oben |                                                                                        | Donauuferbahn                                                   | Donauuferbahn                                                   |
| Brücke über Wasserlauf |                                                                                        | Donau und Neue Donau (Stadlauer Ostbahnbrücke)                  | Donau und Neue Donau (Stadlauer Ostbahnbrücke)                  |
| Kreuzung geradeaus oben |                                                                                        | Bahnstrecke Stadlau–Ölhafen Lobau                               | Bahnstrecke Stadlau–Ölhafen Lobau                               |
| ehemaliger Haltepunkt / Haltestelle | 8,588                                                                                  | Wien-Lobau                                                      | Wien-Lobau                                                      |
| Abzweig geradeaus und von links |                                                                                        | von Ölhafen Lobau                                               | von Ölhafen Lobau                                               |
| Bahnhof | 10,552                                                                                 | Wien Stadlau                                                    | Wien Stadlau                                                    |
| Abzweig geradeaus und nach rechts |                                                                                        | nach Marchegg                                                   | nach Marchegg                                                   |
| Bahnhof | 11,300                                                                                 | Wien Erzherzog-Karl-Straße                                      | Wien Erzherzog-Karl-Straße                                      |
| Dienststation / Betriebs- oder Güterbahnhof | 11,977                                                                                 | Wien-Stadlau Nord                                               | Wien-Stadlau Nord                                               |
| ehemaliger Haltepunkt / Haltestelle | 13,902                                                                                 | Wien Breitenleer Straße (früher Kagran ÖBB)                     | Wien Breitenleer Straße (früher Kagran ÖBB)                     |
| Abzweig geradeaus und nach rechts |                                                                                        | nach Süßenbrunn Entseuchungsbahnhof                             | nach Süßenbrunn Entseuchungsbahnhof                             |
| Abzweig geradeaus und nach links |                                                                                        | nach Leopoldau                                                  | nach Leopoldau                                                  |
| Abzweig geradeaus und von links |                                                                                        | von Leopoldau                                                   | von Leopoldau                                                   |
| Kreuzung geradeaus oben |                                                                                        | Nordbahn                                                        | Nordbahn                                                        |
| Abzweig geradeaus und nach rechts |                                                                                        | nach Gänserndorf                                                | nach Gänserndorf                                                |
| Abzweig geradeaus und von links |                                                                                        | von Leopoldau                                                   | von Leopoldau                                                   |
| Bahnhof | 18,732                                                                                 | Gerasdorf                                                       | Gerasdorf                                                       |
| Haltepunkt / Haltestelle | 21,325                                                                                 | Kapellerfeld                                                    | Kapellerfeld                                                    |
| Haltepunkt / Haltestelle | 23,000                                                                                 | Seyring                                                         | Seyring                                                         |
| Überleitstelle / Spurwechsel | 23,373                                                                                 | Überleitstelle                                                  | Überleitstelle                                                  |
| Turmhaltepunkt geradeaus oben (Querstrecke außer Betrieb) | 26,722                                                                                 | Obersdorf (Übergang zur Stammersdorfer Lokalbahn)               | Obersdorf (Übergang zur Stammersdorfer Lokalbahn)               |
| Bahnhof | 28,598                                                                                 | Wolkersdorf                                                     | Wolkersdorf                                                     |
| Haltepunkt / Haltestelle | 31,880                                                                                 | Ulrichskirchen                                                  | Ulrichskirchen                                                  |
| Bahnhof | 34,099                                                                                 | Schleinbach                                                     | Schleinbach                                                     |
| Haltepunkt / Haltestelle | 37,896                                                                                 | Hautzendorf                                                     | Hautzendorf                                                     |
| Haltepunkt / Haltestelle | 41,515                                                                                 | Niederkreuzstetten                                              | Niederkreuzstetten                                              |
| Bahnhof | 44,470                                                                                 | Neubau-Kreuzstetten                                             | Neubau-Kreuzstetten                                             |
| Bahnhof | 50,089                                                                                 | Ladendorf                                                       | 220 m                                                           |
| Haltepunkt / Haltestelle | 52,435                                                                                 | Paasdorf                                                        | Paasdorf                                                        |
| Kreuzung geradeaus oben |                                                                                        | Lokalbahn Korneuburg–Hohenau                                    | Lokalbahn Korneuburg–Hohenau                                    |
| Abzweig geradeaus und nach rechts |                                                                                        | nach Mistelbach Lokalbahnhof                                    | nach Mistelbach Lokalbahnhof                                    |
| Bahnhof | 55,633                                                                                 | Mistelbach                                                      | 210 m                                                           |
| Haltepunkt / Haltestelle | 56,220                                                                                 | Mistelbach Stadt                                                | 210 m                                                           |
| Haltepunkt / Haltestelle | 61,907                                                                                 | Siebenhirten NÖ                                                 | 241 m                                                           |
| Haltepunkt / Haltestelle | 63,425                                                                                 | Hörersdorf                                                      | Hörersdorf                                                      |
| Bahnhof | 66,526                                                                                 | Frättingsdorf                                                   | 263 m                                                           |
| Bahnhof | 70,918                                                                                 | Enzersdorf bei Staatz                                           | 238 m                                                           |
| Abzweig geradeaus und ehemals nach rechts |                                                                                        | nach Dobermannsdorf                                             | nach Dobermannsdorf                                             |
| Haltepunkt / Haltestelle | 74,937                                                                                 | Staatz                                                          | 218 m                                                           |
| Haltepunkt / Haltestelle | 77,017                                                                                 | Kottingneusiedl                                                 | Kottingneusiedl                                                 |
| Kreuzung geradeaus unten (Querstrecke außer Betrieb) |                                                                                        | Novosedly–Zellerndorf                                           | Novosedly–Zellerndorf                                           |
| Abzweig geradeaus und ehemals von rechts |                                                                                        | von Novosedly                                                   | von Novosedly                                                   |
| Abzweig geradeaus und von links |                                                                                        | Verbindungsschleife von Laa an der Thaya Stadt                  | Verbindungsschleife von Laa an der Thaya Stadt                  |
| Kopfbahnhof Strecke ab hier außer Betrieb | 82,460                                                                                 | Laa an der Thaya                                                | 184 m                                                           |
| Grenze (Strecke außer Betrieb) | 84,122                                                                                 | Staatsgrenze Österreich-Tschechien (Thayamühlbach)              | Staatsgrenze Österreich-Tschechien (Thayamühlbach)              |
| Brücke über Wasserlauf (Strecke außer Betrieb) |                                                                                        | Thayabrücke                                                     | Thayabrücke                                                     |
| Kopfbahnhof Strecke bis hier außer Betrieb | 85,805                                                                                 | Hevlín früher Höflein                                           | 180 m                                                           |
| Haltepunkt / Haltestelle | 91,115                                                                                 | Hrabětice früher Grafendorf                                     | 200 m                                                           |
| Abzweig geradeaus und von rechts |                                                                                        | von Břeclav (vorm. Lundenburg-Nikolsburg-Grußbacher EB)         | von Břeclav (vorm. Lundenburg-Nikolsburg-Grußbacher EB)         |
| Bahnhof | 92,546                                                                                 | Hrušovany nad Jevišovkou-Šanov früher Grusbach                  | 190 m                                                           |
| Abzweig geradeaus und nach links |                                                                                        | nach Znojmo (vorm. StEG)                                        | nach Znojmo (vorm. StEG)                                        |
| Haltepunkt / Haltestelle | 97,194                                                                                 | Pravice                                                         | 215 m                                                           |
| Haltepunkt / Haltestelle | 100,176                                                                                | Břežany                                                         | 225 m                                                           |
| Haltepunkt / Haltestelle | 105,090                                                                                | Dolenice                                                        | 215 m                                                           |
| Bahnhof | 107,724                                                                                | Miroslav                                                        | 215 m                                                           |
| ehemaliger Haltepunkt / Haltestelle | 111,00                                                                                 | Našiměřice                                                      | 240 m                                                           |
| Grenze |                                                                                        | ehem. Protektoratsgrenze (1938–1945)                            | ehem. Protektoratsgrenze (1938–1945)                            |
| Haltepunkt / Haltestelle | 114,548                                                                                | Bohutice                                                        | 275 m                                                           |
| Grenze |                                                                                        | ehem. Protektoratsgrenze (1938–1945)                            | ehem. Protektoratsgrenze (1938–1945)                            |
| Bahnhof | 118,010                                                                                | Rakšice                                                         | 285 m                                                           |
| Abzweig geradeaus und nach links |                                                                                        | vlečka Kernkraftwerk Dukovany                                   | vlečka Kernkraftwerk Dukovany                                   |
| Bahnhof | 121,971                                                                                | Moravský Krumlov                                                | 310 m                                                           |
| ehemaliger Haltepunkt / Haltestelle | 125,745                                                                                | Budkovice                                                       | 280 m                                                           |
| Tunnel | 127,643                                                                                | Budkovický (Buchenbergtunnel; 140 m)                            | Budkovický (Buchenbergtunnel; 140 m)                            |
| Tunnel | 128,136                                                                                | Na Réně (Rheinbergtunnel; 148 m)                                | Na Réně (Rheinbergtunnel; 148 m)                                |
| ehemaliger Haltepunkt / Haltestelle |                                                                                        | Němčice nad Jihlavou                                            | 280 m                                                           |
| Grenze auf Brücke |                                                                                        | Ivančický viadukt (375 m), ehem. Protektoratsgrenze (1938–1945) | Ivančický viadukt (375 m), ehem. Protektoratsgrenze (1938–1945) |
| Abzweig geradeaus und von links |                                                                                        | von Oslavany (vorm. LB Kanitz-Eibenschitz–Oslawan)              | von Oslavany (vorm. LB Kanitz-Eibenschitz–Oslawan)              |
| Bahnhof | 131,862                                                                                | Moravské Bránice                                                | 250 m                                                           |
| Brücke |                                                                                        |                                                                 |                                                                 |
| Haltepunkt / Haltestelle | 136,203                                                                                | Silůvky                                                         | 290 m                                                           |
| Tunnel | 138,817                                                                                | Velký Prštický (Pürschitzer Tunnel; 322 m)                      | Velký Prštický (Pürschitzer Tunnel; 322 m)                      |
| Haltepunkt / Haltestelle | 139,456                                                                                | Radostice                                                       | 305 m                                                           |
| Tunnel | 139,991                                                                                | Malý Prštický (Obravataltunnel; 85 m)                           | Malý Prštický (Obravataltunnel; 85 m)                           |
| Brücke |                                                                                        |                                                                 |                                                                 |
| Abzweig geradeaus und von links |                                                                                        | von Okříšky (vorm. BRE)                                         | von Okříšky (vorm. BRE)                                         |
| Bahnhof | 142,637                                                                                | Střelice                                                        | 295 m                                                           |
| Haltepunkt / Haltestelle |                                                                                        | Střelice dolní                                                  | 285 m                                                           |
| Haltepunkt / Haltestelle | 146,013                                                                                | Troubsko                                                        | 265 m                                                           |
| Haltepunkt / Haltestelle | 147,60                                                                                 | Ostopovice                                                      | Ostopovice                                                      |
| ehemaliger Haltepunkt / Haltestelle | 149,248                                                                                | Brno-Lískovec                                                   | 205 m                                                           |
| Haltepunkt / Haltestelle | 149,70                                                                                 | Starý Lískovec                                                  | Starý Lískovec                                                  |
| Blockstelle | 151,760                                                                                | Odbočka Státní silnice                                          | Odbočka Státní silnice                                          |
| Abzweig geradeaus und nach links |                                                                                        | Verbindungskurve nach Brno-Horní Heršpice                       | Verbindungskurve nach Brno-Horní Heršpice                       |
| Kreuzung geradeaus oben |                                                                                        | Břeclav–Brno hl.n.                                              | Břeclav–Brno hl.n.                                              |
| Abzweig geradeaus und ehemals von links |                                                                                        | Verbindungskurve von Brno-Horní Heršpice                        | Verbindungskurve von Brno-Horní Heršpice                        |
| Abzweig geradeaus und von rechts |                                                                                        | von Brno-Horní Heršpice modřické zhlaví                         | von Brno-Horní Heršpice modřické zhlaví                         |
| Blockstelle |                                                                                        | Brno-Horní Heršpice výh. 651                                    | Brno-Horní Heršpice výh. 651                                    |
| Kreuzung geradeaus unten |                                                                                        | Přerov–Brno hl.n. / Brno-Černovice–Brno hl.n.                   | Přerov–Brno hl.n. / Brno-Černovice–Brno hl.n.                   |
| Bahnhof | 154,834                                                                                | Brno dolní nádraží                                              | 205 m                                                           |
| Abzweig ehemals geradeaus und nach rechts |                                                                                        | nach Brno-Židenice (vorm. StEG)                                 | nach Brno-Židenice (vorm. StEG)                                 |
| Abzweig ehemals geradeaus und von links |                                                                                        | von Břeclav (vorm. KFNB)                                        | von Břeclav (vorm. KFNB)                                        |
| Bahnhof | 155,770                                                                                | Brno hlavní nádraží                                             | 205 m                                                           |
| Strecke |                                                                                        | nach Česká Třebová (vorm. StEG)                                 | nach Česká Třebová (vorm. StEG)                                 |

Die Bahnstrecke Wien–Brno ist eine Eisenbahnverbindung in Österreich und Tschechien, die ursprünglich durch die k.k. priv. Österreichisch-ungarische Staatseisenbahngesellschaft (StEG) als Teilstück einer Fernverbindung Wien–Brünn–Prag–Dresden erbaut und betrieben wurde.
Seit 1945 an der österreichisch-tschechischen Grenze unterbrochen, sind heute nur noch die Abschnitte Wien–Laa an der Thaya („Laaer Ostbahn“) und Hrušovany–Brno in Betrieb. Im Abschnitt Hevlín–Hrušovany wurde im Jahr 2010 der reguläre Zugverkehr eingestellt. Nach einem Erlass der tschechischen Regierung wurde dieser Abschnitt seit dem 20. Dezember 1995 als regionale Bahn („regionální dráha“) klassifiziert und ist seit dem Jahr 2020 im Eigentum der Gemeinde Hevlín.

## Geschichte

### Vorgeschichte
Die StEG hatte bei ihrer Gründung 1855 drei räumlich getrennte Netze übernommen, die nur über Strecken der ausschließlich privilegierten Kaiser Ferdinands-Nordbahn (KFNB) miteinander verbunden waren. Ein Vertrag regelte den Durchgangsverkehr über die Strecken der KFNB. In der Relation von Wien über Brünn nach Prag und weiter nach Dresden stieg die Verkehrsleistung allerdings schon bald soweit an, dass es zum Streit mit der KFNB um die vereinbarte bevorzugte Abfertigung der durchgehenden Züge kam. In dieser Situation plante die StEG eine eigene parallele Strecke zwischen Wien und Brünn, die jedoch im „ausschließlichen Privilegium“ für die KFNB rechtlich ausgeschlossen war. Der Staat hatte der StEG allerdings im Kaufvertrag widerrechtlich genau jene Möglichkeit zugesichert.
Am 18. November 1859 beantragte die StEG offiziell die Konzession für den Bau der Strecken Marchegg–Wien und Wien–Laa an der Thaya–Brünn, was einen mehrjährigen Rechtsstreit mit der KFNB auslöste. Erst der Deutsche Krieg von 1866 und seine Folgen beendeten den Konflikt. Zur Linderung des Notstandes nach dem Krieg beschloss die österreichische Regierung die Realisierung von Großbauvorhaben, um insbesondere der Bevölkerung im vom Krieg betroffenen Mähren Arbeit zu beschaffen.
Für die Verbindung Wien–Brünn war in einem ersten Projekt eine Streckenführung von Wien Ostbahnhof über Schwechat, Groß Enzersdorf, Wolkersdorf, Mistelbach, Laa, Dürnholz, Nüslau und Ober Gerspitz nach Brünn vorgesehen. Einsprüche des Hofoberjägeramtes und Hofmarschallamtes wegen einer möglichen Beeinträchtigung der kaiserlichen Jagdgebiete Lobau und Großenzersdorf führten bei Wien später noch zu einer Trassenverschiebung nach Westen. Bereits 1863 hatte die StEG die Mehrheit der Aktien der Brünn-Rossitzer Eisenbahn erworben, um deren Hauptstrecke zwischen Brünn und Segen Gottes in die geplante Verbindung einbeziehen zu können.
Am 1. Dezember 1866 erhielt die StEG die Konzession für ein „Ergänzungsnetz“, welches auch eine eigene Verbindung von Wien nach Brünn umfasste. Im konkreten wurde die Genehmigung für den „Bau und Betrieb von Locomotiveisenbahnen … von Stadlau über Süßenbrunn, Wolkersdorf, Mistelbach, Laa, Frischau bis zur Einmündung in die Brünn-Rossitzer Bahn nächst der Butscheiner Mühle“ und „einer Verbindung der Rossitzer Bahn in Brünn mit der nördlichen Linie der k.k. privilegierten österreichischen Staatseisenbahngesellschaft“. Teil der Konzession war auch der Bau einer Zweigbahn nach Znaim. Die Konzessionsdauer war auf 99 Jahre ab dem 1. Jänner 1867 festgesetzt. Gesetzlich gefordert war zudem eine durchgehend zweigleisige Herstellung des Streckenplanums, wobei zunächst nur zwischen Wien und Stadlau ein zweites Gleis verlegt werden musste. Die Frist bis zur Inbetriebsetzung war mit vier Jahren bemessen.

### Bau und Eröffnung
Der Bauarbeiten an der Strecke begannen um die Jahreswende 1866/67 in Strelitz und Stadlau. Auf der Baustelle waren 500 Italiener sowie Arbeiter aus den böhmischen Ländern beschäftigt.

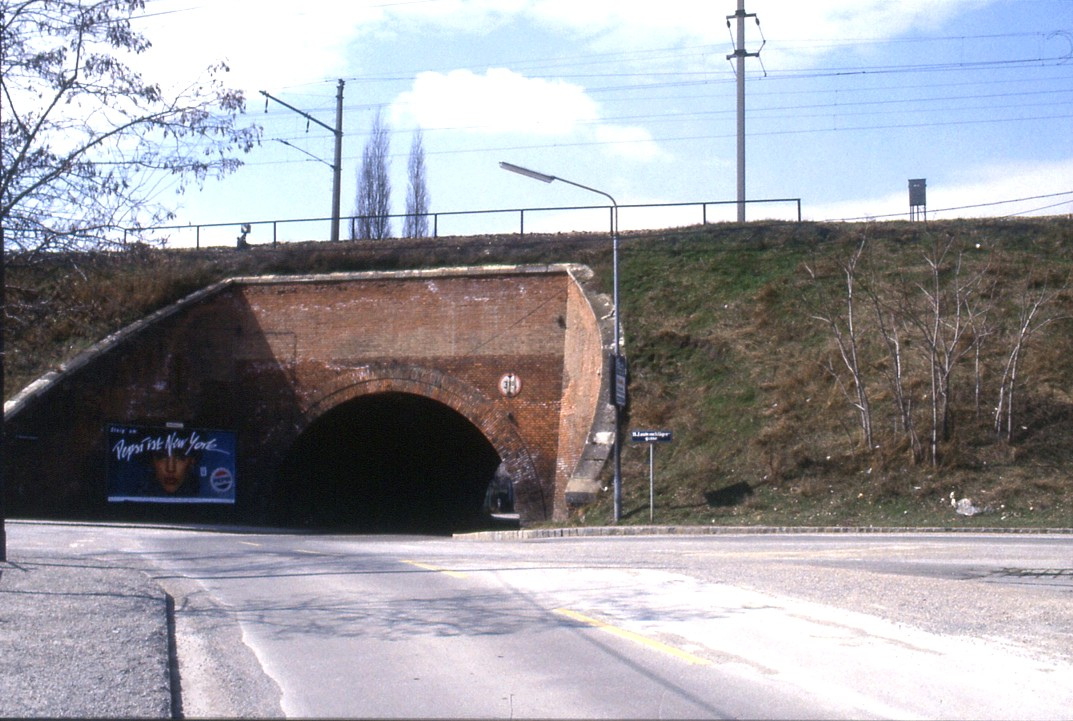
Unterführung Wachthausgasse in Wien. Für den Hochdamm im heutigen Wiener Stadtgebiet waren die gemauerten, im Volksmund als „Rattenloch“ bezeichneten Durchlässe typisch. Die in preiswerten Ziegelmauerwerk ausgeführten Bauwerke ersparten hohe Flügelmauern und die Brückenüberbauten. (1985)

Die Trassierung der Strecke erforderte einen erheblichen bautechnischen und finanziellen Aufwand. Während die überwiegend geradlinig trassierte KFNB-Strecke die ebenen Niederungen von March und Thaya nutzte, musste die StEG-Trasse mit vielen (teilweise unausgeglichenen) Bögen und Steigungen von bis zu 13 ‰ durch eine Mittelgebirgslandschaft mit mehreren sekundären Wasserscheiden geführt werden. Neben zwei großen Brücken über die Donau und das Iglawatal war auch der Bau von vier Tunnels notwendig.
Die geologischen Verhältnisse – insbesondere der Tunnel am Buchenberg führt abschnittsweise durch kompakten Quarz – erzwang die Nutzung neuartiger technischer Lösungen. Die Tunnel bei Radostice waren die ersten in der gesamten k.u.k. Monarchie, bei denen zur Schießarbeit anstelle des herkömmlichen Schießpulvers auf Empfehlung des Oberleutnants Isidor Trauzl Dynamit Verwendung fand. Die Bauleitung dieser Tunnel hatten August Köstlin und Matthias von Pischof.

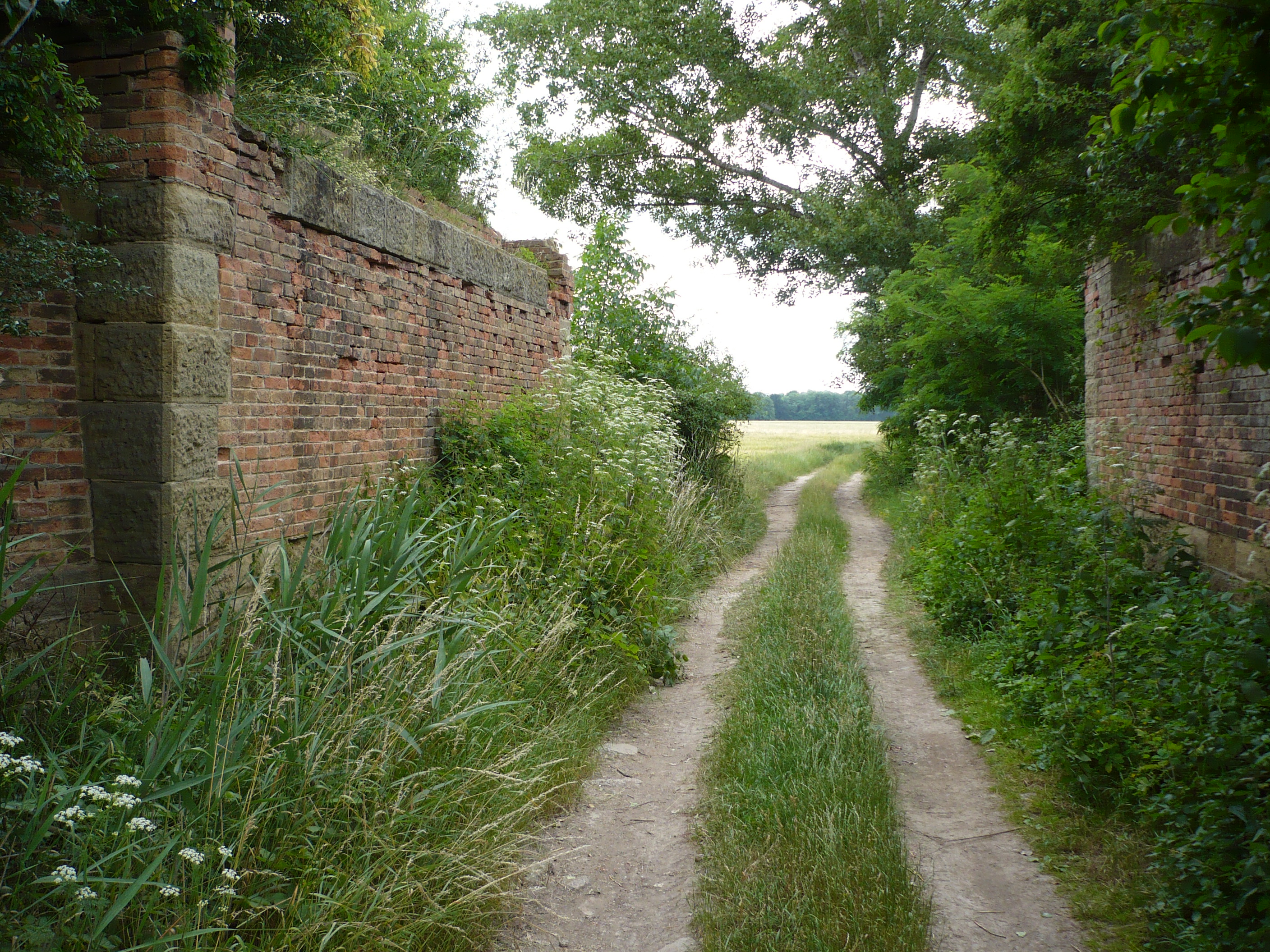
Für zweigleisigen Betrieb hergestellte Brückenwiderlager am 1945 stillgelegten Grenzabschnitt bei Laa. Auch hier wurde Ziegelmauerwerk verwendet. (2008)

Die Donaubrücke in Wien sollte aus Kostengründen zunächst als Holzkonstruktion entstehen. Die schließlich als Stahlfachwerk ausgeführte Brücke über die in Regulierung befindliche Donau besaß über dem Strom fünf Öffnungen mit 75 Metern Spannweite, dazu kam noch eine Flutbrücke mit zehn kleineren Öffnungen. Das einschließlich der Pfeiler als Stahlkonstruktion ausgeführte Viadukt über die Iglawa bei Kanitz war seinerzeit die größte derartige Brücke in Europa. Die Stahlkonstruktionen beider Brücken wurden aufgrund der französischen Kapitalmehrheit bei der StEG von französischen Unternehmen erstellt.
Die hohen Kosten für diese Ingenieurbauwerke und die kurvenreiche Trassierung zwangen an anderer Stelle zu konsequenten Einsparungen. Die kurzen Brücken über die Nebenarme der Donau bei Wien, die im Zuge der geplanten Donauregulierung nach kurzer Zeit entbehrlich werden würden, waren durchweg Holzkonstruktionen. Flügelmauern und Widerlager der Brücken waren in preiswertem Ziegelmauerwerk ausgeführt. Einfache, gemauerte Durchlässe in Bahndämmen ersetzten teure Brücken über die zu kreuzenden Straßen und Wege.
Der Bahnkörper der Strecke war mit Ausnahme des Iglawa-Viaduktes durchgängig für zweigleisigen Betrieb ausgelegt, tatsächlich wurde ein zweites Gleis zunächst nur zwischen Wien und Stadlau verlegt. Am 15. September 1870 ging der Abschnitt Grusbach–Strelitz einschließlich der umgebauten Eisenbahnanlagen in Brünn mit der neuen Verbindung vom Rossitzer Bahnhof zum heutigen Hauptbahnhof in Betrieb. Am 20. November 1870 erfolgte eine Probefahrt von Wien Ostbahnhof bis Strelitz bei Brünn unter der Leitung von Wilhelm von Engerth, dem Generaldirektor der StEG, bei der rund 120 Teilnehmer mitfuhren. Am 24. November 1870 war die Strecke mit der Inbetriebnahme des Abschnittes Stadlau–Grusbach weitgehend fertiggestellt.
Mit der Brünn-Rossitzer Bahn hatte die StEG am 1. Juli 1870 einen Betriebsvertrag geschlossen, der die Übernahme der gesamten Betriebsführung durch die StEG zum Inhalt hatte. Die StEG baute daraufhin den Abschnitt Strelitz–Brünn noch bis 1871 zweigleisig aus, wobei auch die ungünstigen Neigungsverhältnisse durch eine teilweise Neutrassierung verbessert wurden.
Ebenfalls 1871 erfolgte der Bau des insgesamt 6,1 km langen Verbindungsgleises zur Nordbahn in Süßenbrunn.

### Betrieb bis zum Zweiten Weltkrieg

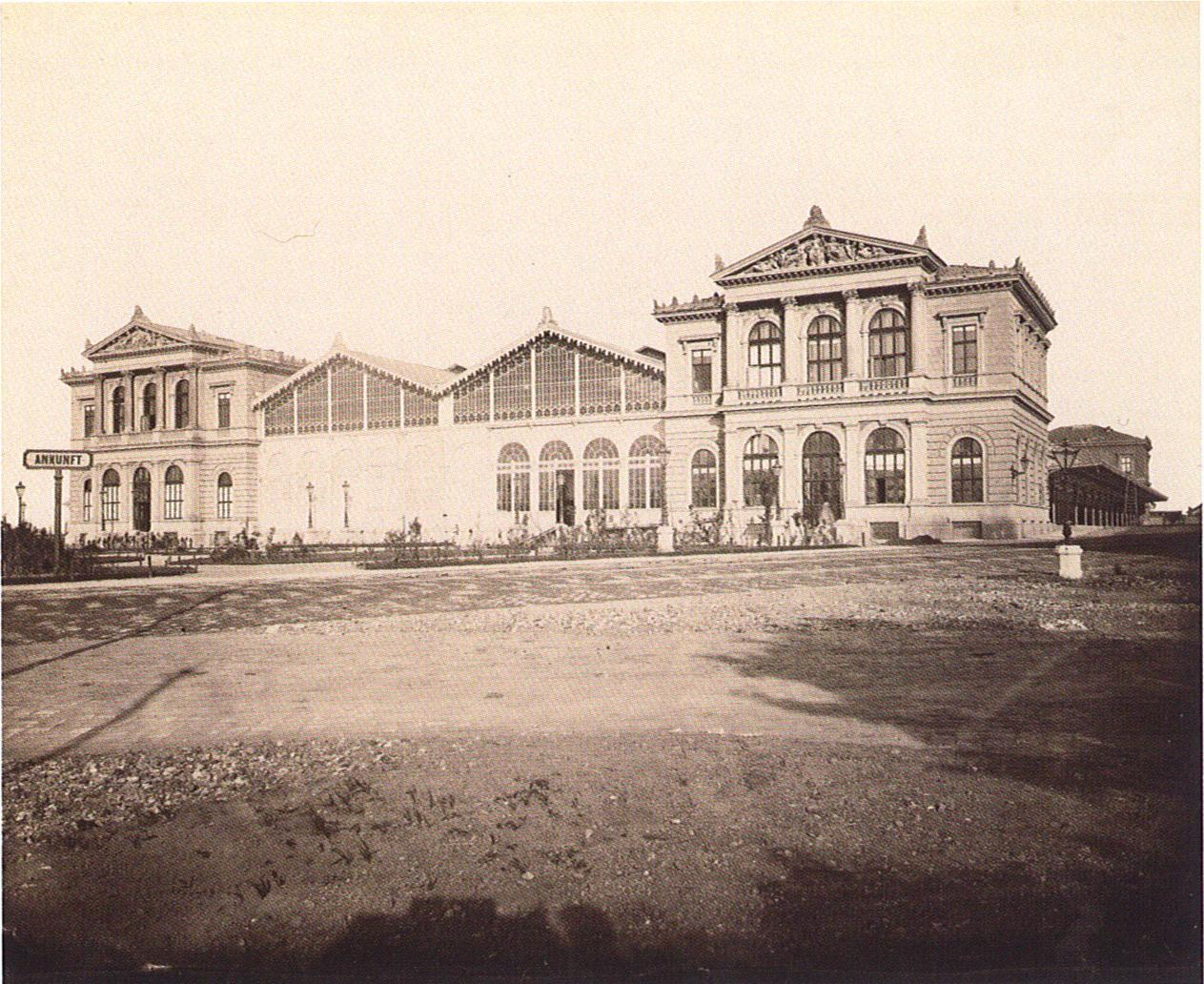
Ausgangspunkt der Strecke nach Brünn war der Ostbahnhof („Staatsbahnhof“) in Wien (um 1880)

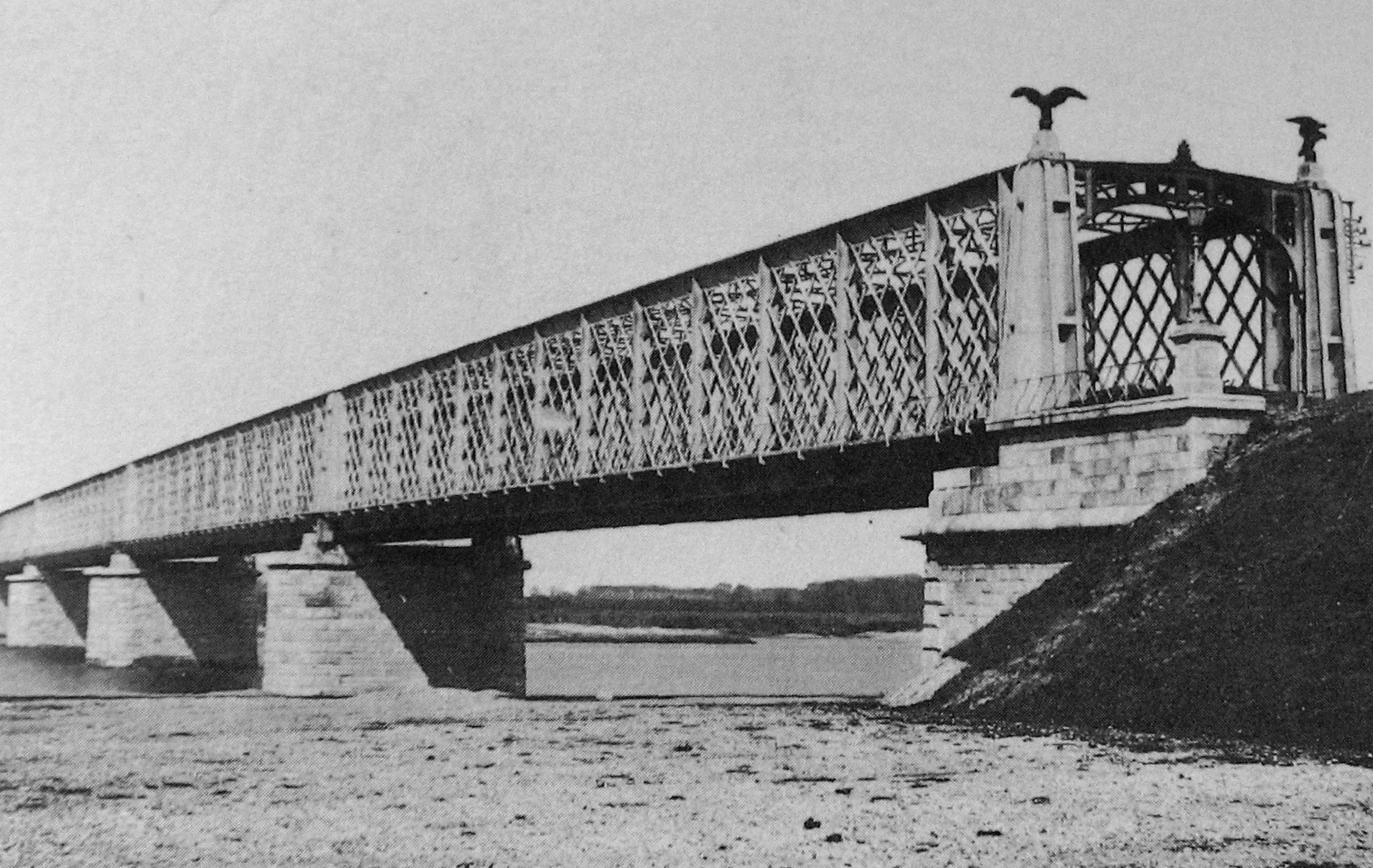
Die Brücke über die Donau (1875)

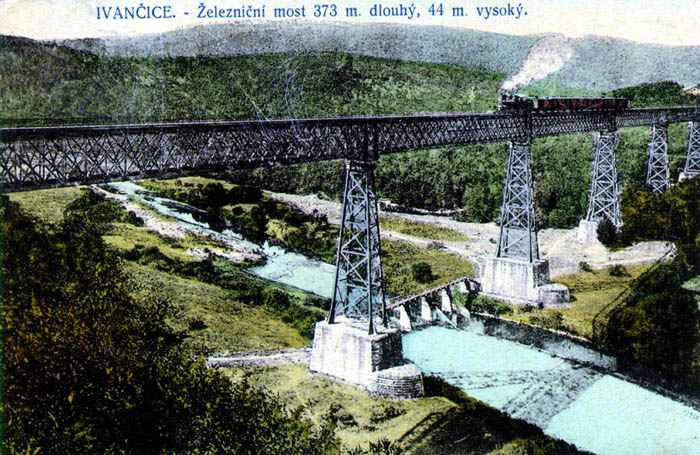
Der Eibenschützer Viadukt (1911)

Die Strecke erfüllte zunächst die Erwartungen. Ab 1872 verlagerte sich ein Teil des Verkehrs auf die neu eröffnete Strecke Wien–Nimburg der k.k. privilegierte Österreichischen Nordwestbahn (ÖNWB), die ab 1874 direkt bis zur sächsischen Grenze bei Bodenbach führte. Vor allem im Getreideverkehr von Ungarn nach Norddeutschland und Skandinavien verlor die StEG wegen der erheblich günstigeren Frachtsätze der ÖNWB einen großen Teil der Gütertransportmengen. Trotz ebenso ungünstiger Trassierung mit engen Bögen und vielen Neigungswechseln war diese Strecke dank ihrer direkten Trassenführung unter Umgehung der großen Eisenbahnknoten bis Bodenbach um etwa 80 Kilometer (!) kürzer.
Aufgrund der damals noch geringen Bedeutung der Ostbahn wurden sämtliche Schnellzüge nach Ungarn, darunter auch der Orient-Express, von Wien Ostbahnhof über Stadlau und die Marchegger Ostbahn geführt.
1876 wurde die Bahnstrecke kurz vor der Brücke über den Donaukanal mit einem Verbindungsgleis zum Donaukaibahnhof an die Donauuferbahn angebunden. 1886 erfolgte die Eröffnung einer 1,3 Kilometer langen Stichbahn zur Galopprennbahn Freudenau.
Im Zuge der Verstaatlichung der StEG übernahmen die k.k. Staatsbahnen (kkStB) ab 15. Oktober 1909 den Betrieb auf der Strecke. Ein erheblicher Teil des Fernverkehrs wurde fortan auf die Österreichische Nordbahn sowie die Nordwestbahn verlagert.
Der Fahrplan 1912 sah lediglich zwei durchlaufende Schnellzüge in der Relation Wien–Prag vor. Dazu kamen vier durchlaufende Personenzüge zwischen Wien und Brünn, die jedoch zum Teil nicht überall hielten. Die Fahrzeit im Schnellzug zwischen Wien und Brünn betrug genau drei Stunden und damit über eine halbe Stunde mehr als über die Nordbahnstrecke. Personenzüge mit Halt auf allen Unterwegsstationen benötigten etwas über fünf Stunden.
Am 20. Oktober 1913 hatte sich, in Anbetracht der Unzulänglichkeit bestehender Verkehrsmittel, in Wien ein Aktions-Komitee konstituiert, das, unter der Präsidentschaft des in Belangen der Errichtung niederösterreichischer Eisenbahnlinien engagierten Abgeordneten Johann Mayer, den Bau einer (teilweise neu zu trassierenden) Elektrischen Schnellbahn Wien–Brünn ins Auge fasste.
Nach dem Ende des Ersten Weltkrieges und dem Zerfall Österreich-Ungarns lag die Strecke ab dem Bahnkilometer 84,122 auf dem Staatsgebiet der neu gegründeten Tschechoslowakei. Den Betrieb auf dem Abschnitt von Hevlín/Höflein bis Brünn übernahmen fortan die Tschechoslowakischen Staatsbahnen (ČSD). Der Schnellzugverkehr auf der Strecke wurde eingestellt, es verblieben lediglich drei durchlaufende Personenzüge zwischen Wien und Brünn.
Ende der 1920er Jahre richteten die ČSD den Reisezugverkehr auf die Relation Znaim–Brünn aus, Reisende zwischen Wien und Brünn mussten fortan in Grusbach-Schönau zwischen den Zügen der beiden Bahnverwaltungen umsteigen. In den Jahren 1923 und 1924 wurden im österreichischen Streckenverlauf im Zuge von Rationalisierungen insgesamt 19 Schrankenanlagen aufgelassen und abgebaut. Im Abschnitt Mistelbach – Wien verkehrten laut Fahrplan des Jahres 1926 täglich acht Personenzugpaare. Im selben Jahr errichteten die BBÖ an Bahnübergängen in Hörersdorf und Kottingneusiedl probeweise die ersten Lichtzeichenanlagen auf einer Hauptstrecke, welche hier erprobt und zur Serienreife gebracht wurden.
Der Fahrplan 1928 verzeichnete vier durchgehende Personenzüge zwischen Znaim und Brünn, dazu kamen noch zwei weitere zwischen Grusbach-Schönau und Brünn. In der Relation Wien–Grusbach-Schönau verkehrten drei Zugpaare der BBÖ.

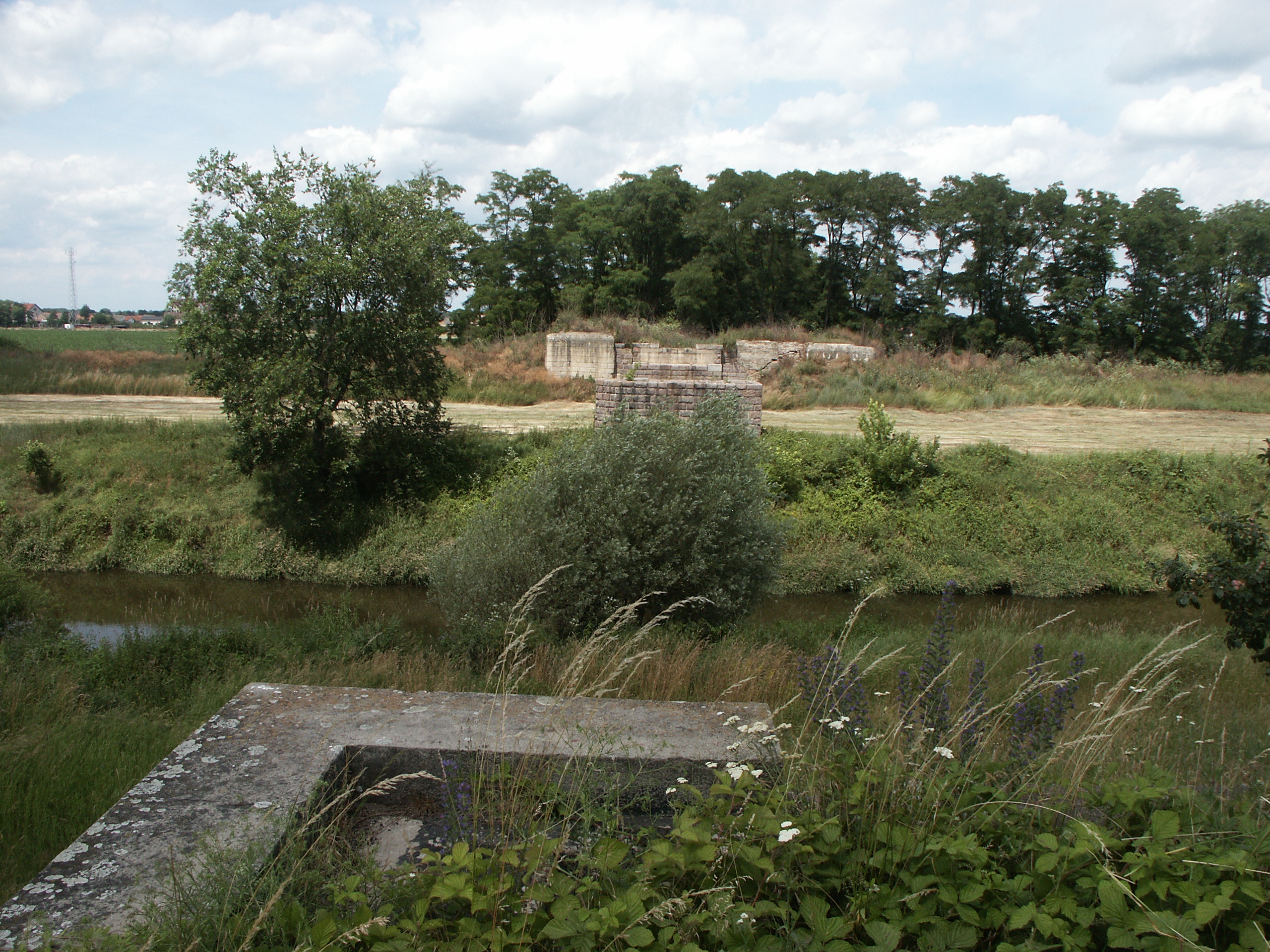
Reste der Thayabrücke bei Hevlín, die Überbauten wurden nach 1945 entfernt. (2008)

Nach der Angliederung des Sudetenlandes an Deutschland im Oktober 1938 gehörte auch der 49 Kilometer lange Abschnitt zwischen Laa an der Thaya und der neuen Staatsgrenze am Eibenschützer Viadukt zum Netz der Deutschen Reichsbahn, Reichsbahndirektion Wien. Die Bahnhöfe Mährisch Kromau und Dolni Kounice / Kanitz waren fortan Grenzbahnhöfe mit Pass- und Zollkontrolle.
Der Schnellzugverkehr wurde auch im Betrieb der Deutschen Reichsbahn nicht wieder aufgenommen. Der Fahrplan von 1939 verzeichnete drei durchlaufende Personenzüge von Wien bis Kanitz-Eibenschütz, wo der Anschluss an die Züge der BMB-ČMD nach Brünn bestand. Insgesamt sechs Zugpaare verkehrten zwischen Wien und dem deutschen Grenzbahnhof Kromau. Die im Protektorat verbliebene Haltestelle Bohutice / Bochtitz wurde dabei zunächst ohne Halt durchfahren. Im Nahverkehr von Wien bis Stadlau verkehrten weitere Züge. Diese Fahrplanstruktur blieb im Wesentlichen bis zum Ende des Zweiten Weltkrieges in Kraft. Für den Binnenverkehr im Protektorat von und nach Bohutice / Bochtitz wurden später Sperrwagen ohne Passkontrolle eingeführt.
Am Ende des Zweiten Weltkrieges sprengte die Wehrmacht die Stadlauer Donaubrücke in Wien und die Brücken über die Thaya bei Laa. Damit war ein durchgehender Eisenbahnverkehr ab 17. April 1945 nicht mehr möglich. Obwohl die Brücken über die Thaya und den Thayamühlbach bald instand gesetzt wurden, wurde der ausschließlich der sowjetischen Besatzungsmacht dienende Verkehr über die wieder eingerichtete Staatsgrenze im Dezember 1945 gänzlich aufgegeben und später nie mehr reaktiviert. Die Gleise und Brücken zwischen Laa und Hevlín wurden abgebaut.

### Betrieb auf geteilter Strecke nach 1945

#### Wien–Laa an der Thaya
Nach dem Zweiten Weltkrieg war der Verkehr auf dem österreichischen Abschnitt von Wien bis Laa zunächst eingestellt. Erst ab 21. September 1945 verkehrten zwei Personenzugpaare ab Stadlau, die Ende 1946 durch ein Drittes ergänzt wurden. Kohlenmangel führte in den Nachkriegsjahren mehrfach zu Verkehrseinstellungen. Ab 31. Mai 1947 konnte auch die Donaubrücke in Stadlau nach ihrem Wiederaufbau wieder befahren werden.
Ab 1983 wurde die Strecke stufenweise in das Wiener Schnellbahnnetz einbezogen, zunächst bis Gerasdorf. Seit 2005 ist die Strecke von Gerasdorf bis Wolkersdorf zweigleisig ausgebaut und seit 2006 bis Laa an der Thaya durchgängig elektrifiziert. Geplant ist der zweigleisige Ausbau zwischen Mistelbach und Mistelbach Stadt.
Im Jahresfahrplan 2024 verkehren S-Bahnzüge in einem angenäherten 15-Minutentakt bis Wolkersdorf und halbstündlich bis Mistelbach. Bis Laa an der Thaya besteht werktags ein Stundentakt mit einigen Verstärkerleistungen, am Wochenende stündlich mit reduziertem Angebot in den Morgenstunden.
Ein Wiederaufbau der grenzüberschreitenden Strecke ist nicht vorgesehen.

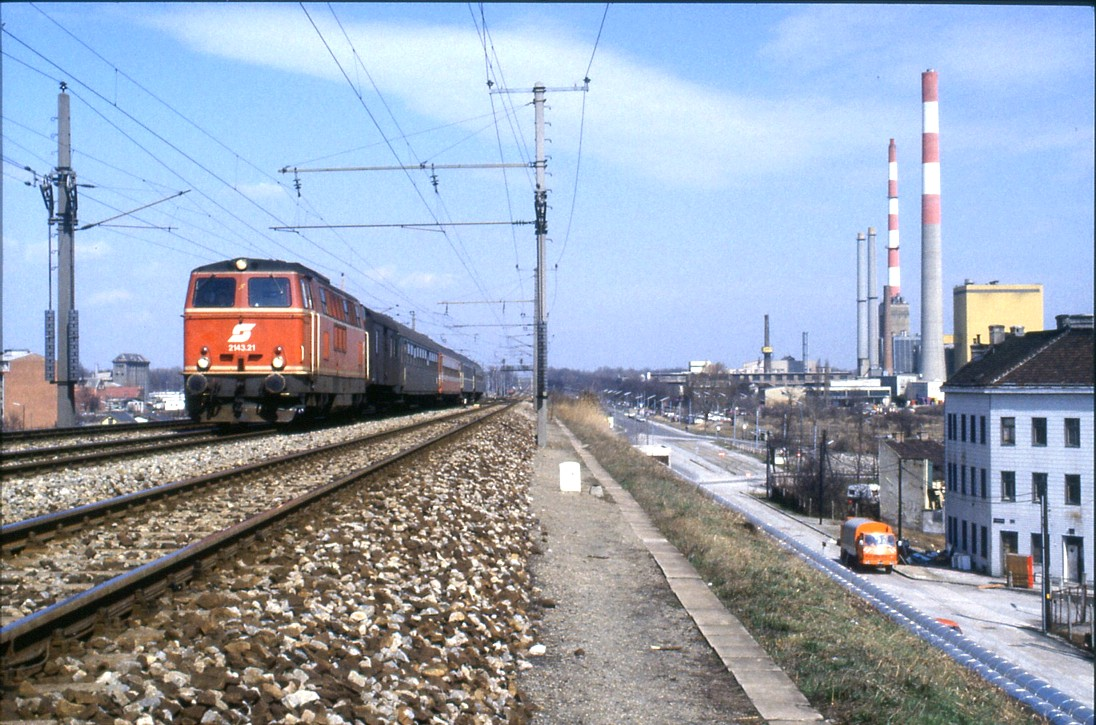
Dreigleisiger Abschnitt am Kraftwerk Simmering mit Reisezug (1985)
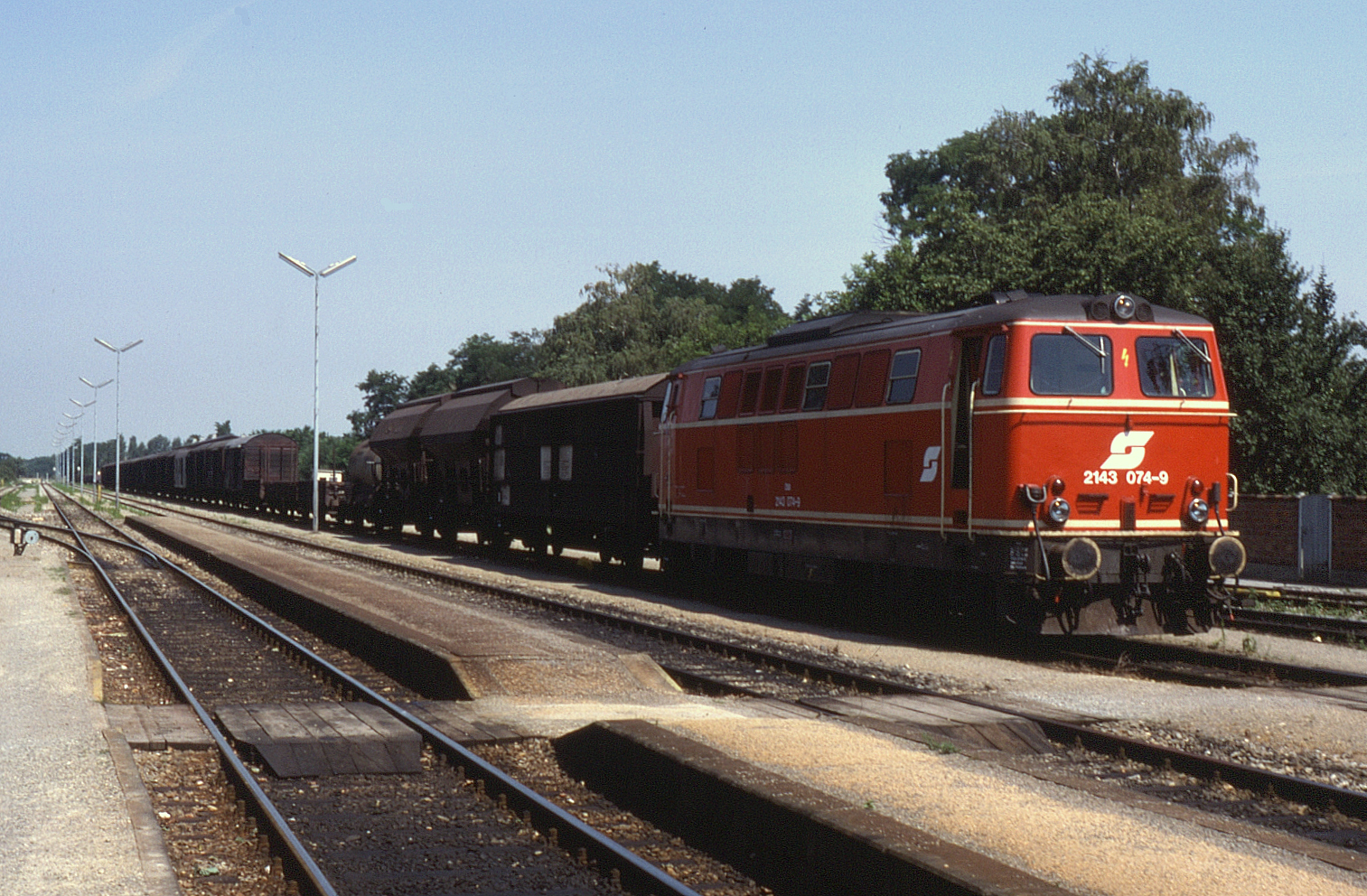
Abfahrbereiter Güterzug in Laa an der Thaya (1988)
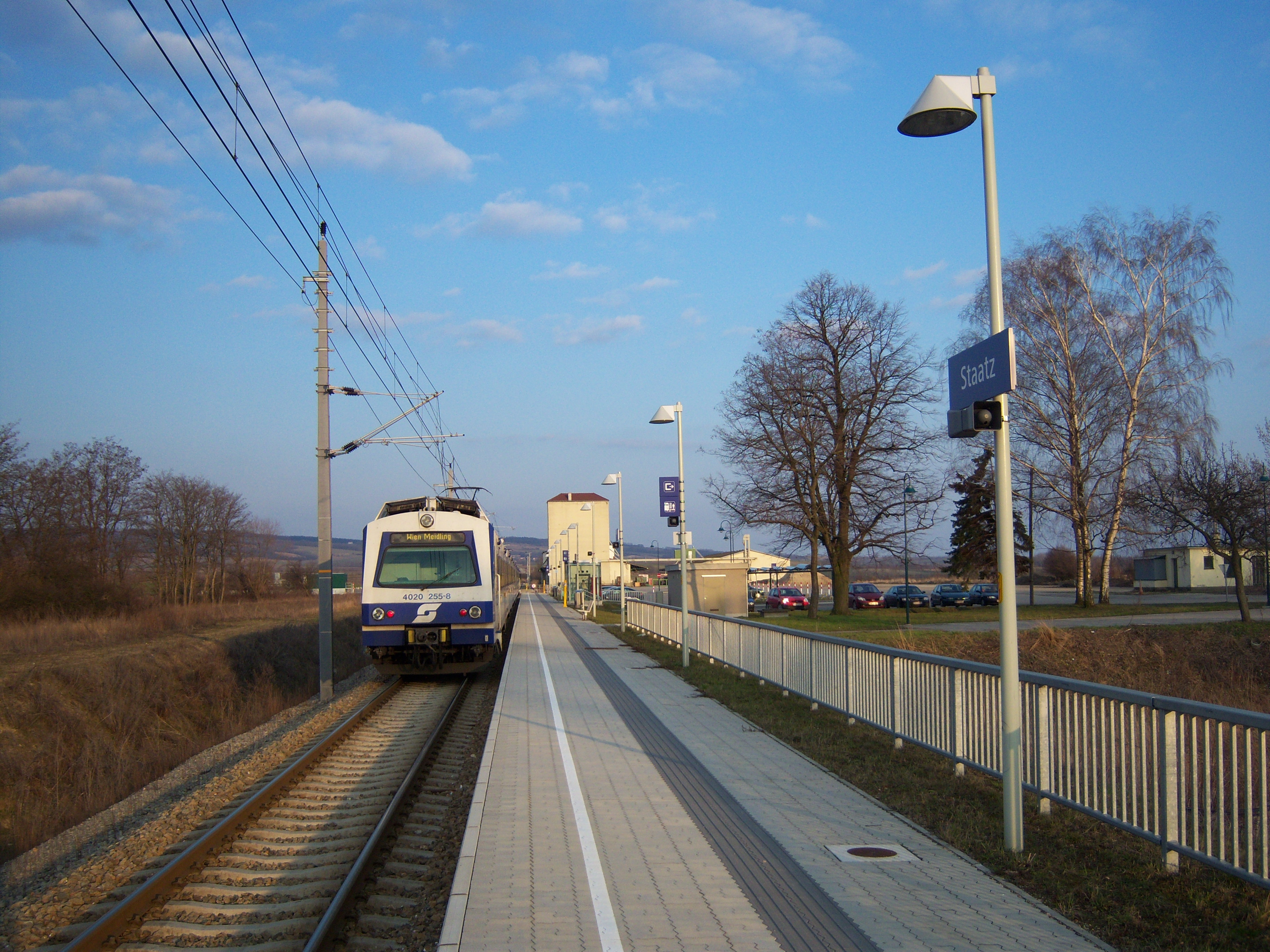
Haltestelle Staatz (2008)
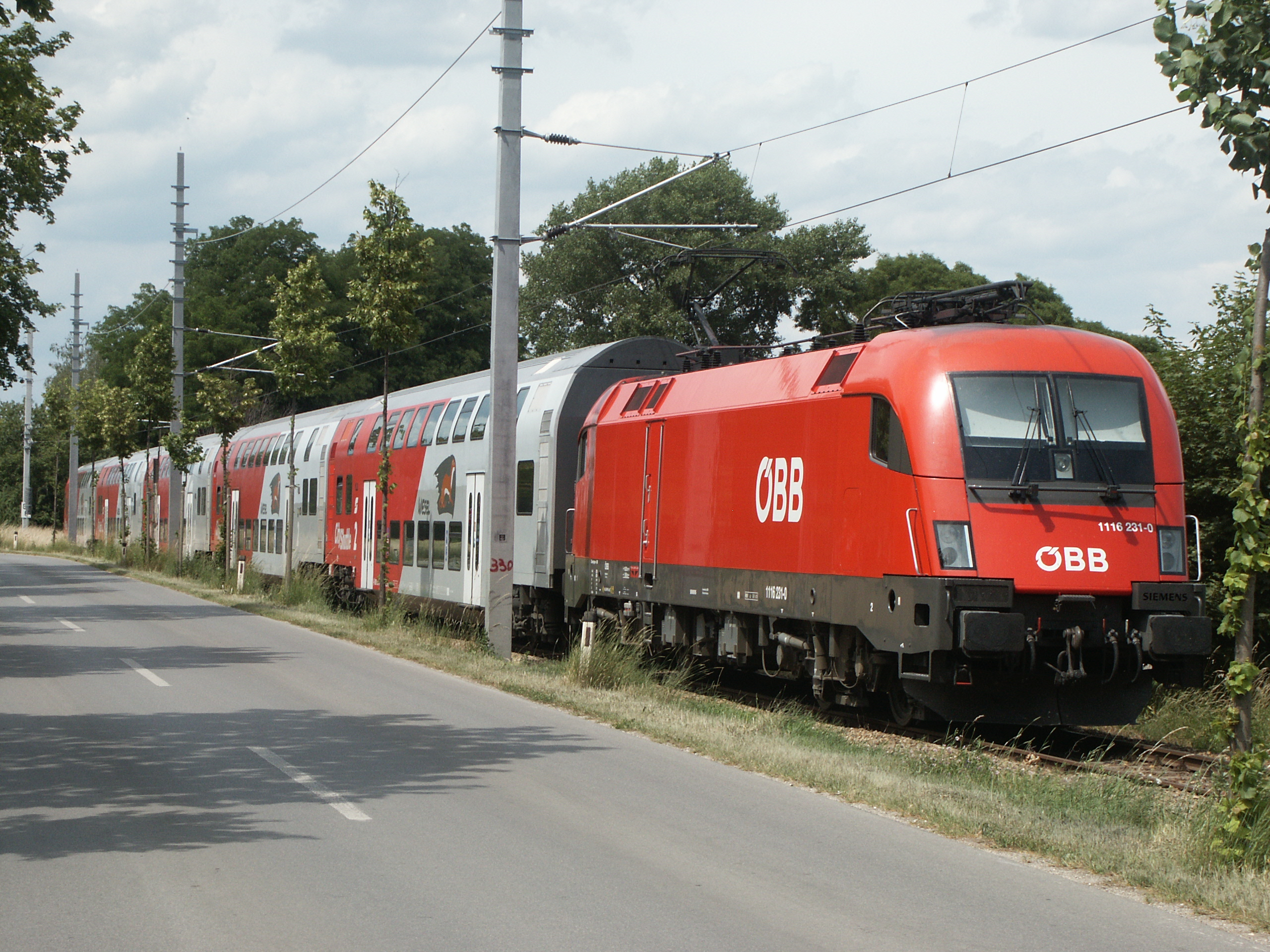
Doppelstockwendezug im Ausziehgleis in Laa an der Thaya (2008)
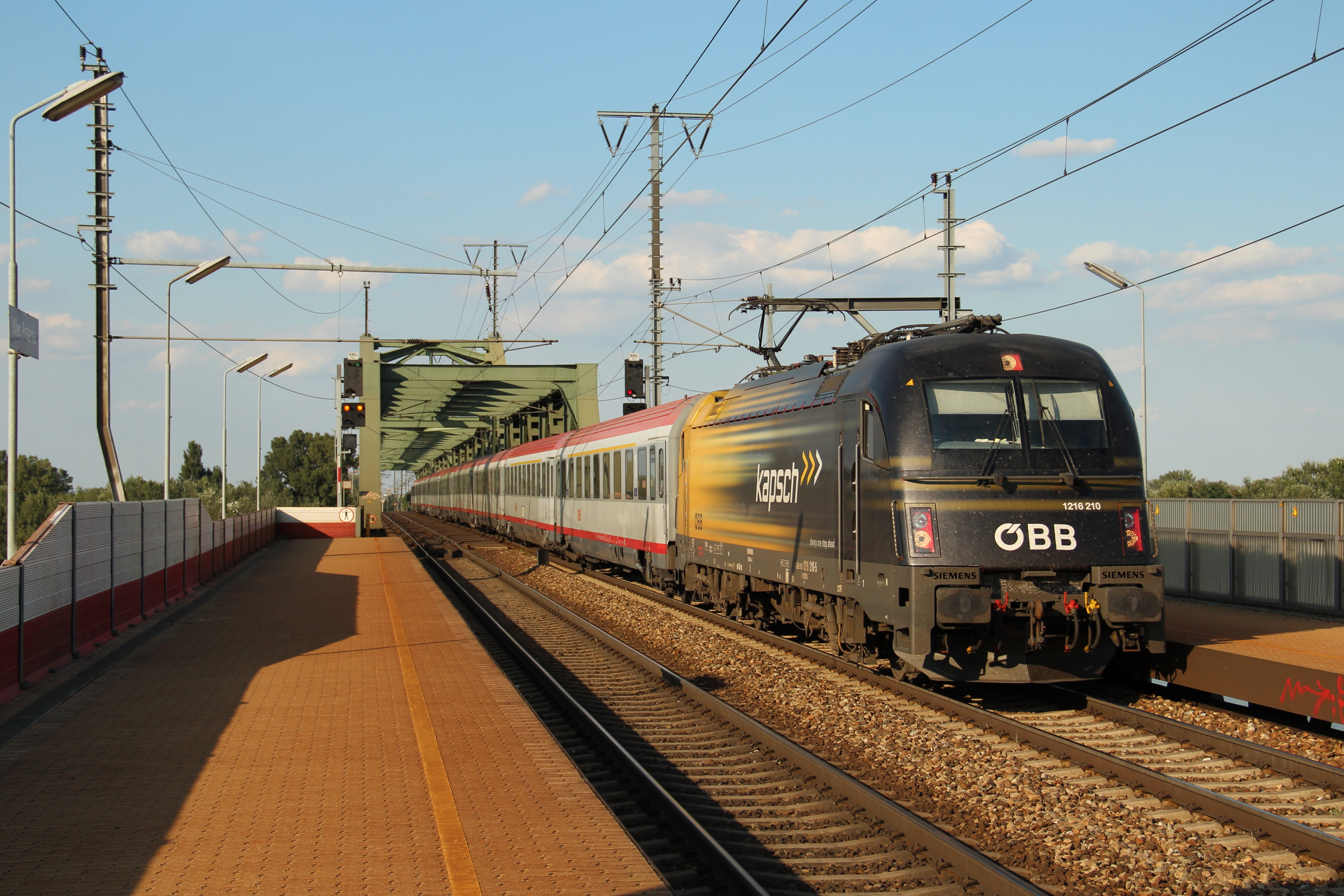
Eurocity von Hamburg in Wien Praterkai, im Hintergrund die Donaubrücke (2012)

#### Hevlin–Brno

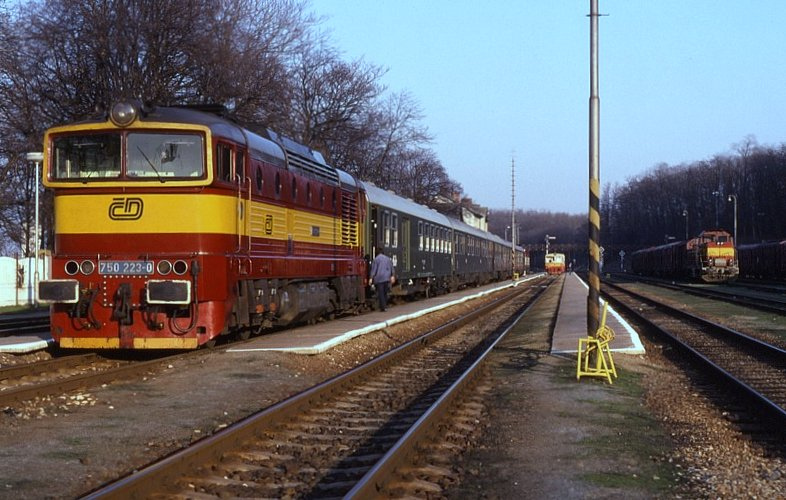
Schnellzug Brno–Znojmo in Hrušovany nad Jevišovkou (1995)

Nach dem Zweiten Weltkrieg und der Teilung der Strecke richteten die ČSD den Reisezugfahrplan endgültig auf die Relation Znojmo–Brno aus. Im Fahrplan 1947 gab es in dieser Relation fünf Reisezugpaare, von denen eines als Motorschnellzug verkehrte. Dieser Fahrplan wurde in den folgenden Jahren weiter verdichtet. Im Winterfahrplan 1969/70 benötigten die Schnellzüge für die 89 Kilometer zwischen Znojmo und Brno fast genau zwei Stunden, was einer durchschnittlichen Reisegeschwindigkeit von lediglich 45 km/h entsprach. Erst in den 1980er Jahren sanken die Fahrzeiten auf eine Stunde und 40 Minuten. Personenzüge mit Halt auf allen Unterwegsstationen benötigten im Winterfahrplan 1988/89 von Brno bis Znojmo etwa zweieinhalb Stunden. Den verbliebenen Streckenstummel von Hevlín nach Hrušovany bedienten die ČSD mit bis zu zwölf Motorzugpaaren eigenständig.
Am 15. Dezember 1970 wurde die nicht mehr benötigte Verbindungsbahn von Brno dolní nádraží nach Brno hlavní nádraží stillgelegt und wenig später abgebaut. Die Trasse ist heute mit einem Einkaufscenter überbaut.

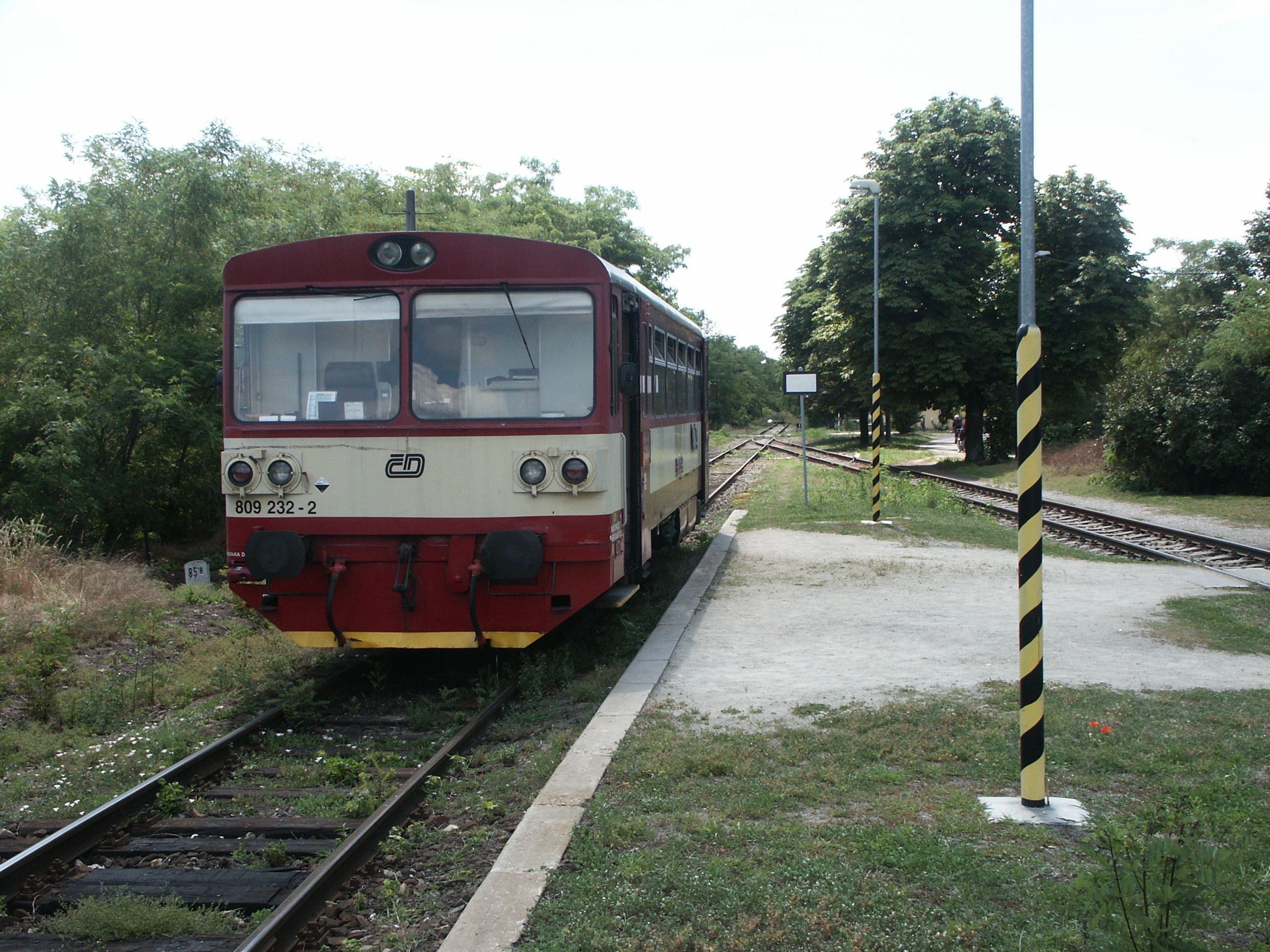
Triebwagen der ČD-Baureihe 809 in Hevlín (2008)

Am 1. Januar 1993 ging die Strecke von Hevlín bis Brünn im Zuge der Auflösung der Tschechoslowakei an die neu gegründeten České dráhy (ČD) über. Seit 2003 gehört sie zum Netz des staatlichen Infrastrukturbetreibers Správa železniční dopravní cesty (SŽDC).
Der Personenverkehr zwischen Hevlín und Hrušovany nad Jevišovkou wurde am 30. Juni 2010 eingestellt. Der letzte Fahrplan 2010 wies an Werktagen zwischen Hrušovany und Hevlín zehn Reisezugpaare aus. Zum Einsatz kamen Triebwagen der ČD-Baureihe 810.
Nach einer Ausschreibung des Betreibers SŽDC wurde der Abschnitt Hevlín–Hrušovany im Jahr 2019 für insgesamt 2.222.222 Kronen an die Gemeinde Hevlín verkauft. Als Betreiber der Strecke hat die Gemeinde Hevlín Railway Capital vertraglich gebunden. Im Bahnhof Hevlín selbst möchte die Gemeinde ein regionales Museum einrichten. Zum 150-jährigen Jubiläum der Strecke soll am 12. September 2020 in Hevlín ein Fest stattfinden, zudem erstmals auch ein Sonderzug mit Dampflokomotive eingesetzt werden wird.
Am 11. Oktober 2019 schrieb der Streckenbetreiber SŽDC die Elektrifizierung und Modernisierung der Strecke zwischen Střelice und Brno als Teil des Streckenausbauprojektes Brno–Zastávka u Brna öffentlich aus. Vorgesehen ist neben der Elektrifizierung mit 25 kV 25 Hz Wechselspannung auch eine Anhebung der Höchstgeschwindigkeit auf 120 km/h und die Ausrüstung mit dem europäischen Zugsicherungssystem ETCS. Geplant wird mit einem Kostenrahmen von etwa 1,8 Milliarden Kronen. Die Bauarbeiten begannen 2020 und wurden bis 2022 abgeschlossen.
SŽDC möchte zudem die gesamte Eisenbahnverbindung zwischen Brünn und dem Mittelzentrum Znojmo zukünftig erheblich verbessern. Dafür soll auch die weitere Strecke zwischen Hrušovany nad Jevišovkou und Střelice für höhere Geschwindigkeiten ausgebaut und abschnittsweise neu trassiert werden.

## Fahrzeugeinsatz

Schnellzuglok StEG 3659

Zur Zeit der StEG wurden bei Schnellzügen deren jeweils leistungsfähigsten Maschinen eingesetzt. Dies waren die Engerth-Stütztenderlokomotiven Reihe IVe, gefolgt von den nach französischen Vorbildern gebauten „Orleans“ - 1´B´1 der Reihe 23. Später kamen die 2´B der Reihe 26 und die 2`C n4v der Baureihe 36.5 zum Einsatz, hier und da auch die 2´C h2 - Lokomotiven der Reihe 36. Bei Personenzügen und Güterzügen waren Loks der Reihe IVm und der Reihe IVf, später der Reihe 37 und 37.5, Reihe 38 und 38.5 sowie Reihe 39 im Einsatz. Ebenso gab es Einsätze der ab 1868 gebauten Güterzugsloks der Reihe V, von denen einige sogar nach Orten an der Strecke benannt waren.
Die kkStB setzten die übernommenen StEG-Typen auch weiterhin auf ihren Stammstrecken ein, die später von Maschinen der Reihen kkStB 629 und kkStB 429 abgelöst wurden. Die Österreichischen Bundesbahnen BBÖ setzten ebenfalls die bewährte 2´C´1 h2t - Reihe 629 (ÖBB 77) ein, belegt sind ebenso Einsätze der ursprünglich von der Nordwestbahn stammenden Reihe 460.
Während der Zeit der Deutschen Reichsbahn wurden die vom Ostbahnhof bis Süßenbrunn und weiter über die Nordbahn geführten hochwertigen Schnellzüge von reichsdeutschen Schnellzug-Lokomotiven der Baureihen 17 (Preußische S 10), 38 (Preußische P8) und 03.10 bespannt. Alternierend kam auch die vormals österreichische Baureihe 33 zum Einsatz. Vor Reisezügen in dieser Relation wurden auch Maschinen der ehemaligen kkStB Reihe 310 eingesetzt.